# Xã Moonshine, Quận Big Stone, Minnesota
Xã Moonshine (tiếng Anh: Moonshine Township) là một xã thuộc quận Big Stone, tiểu bang Minnesota, Hoa Kỳ. Năm 2010, dân số của xã này là 131 người.